# John Hamilton (författare)
För andra betydelser, se John Hamilton.
John Hugo Gilbert Hamilton, född 2 mars 1923 i Hornborga församling, Skaraborgs län, död 16 september 2009 i Skara domkyrkoförsamling, Västra Götalands län, var tillsammans med hustrun Ulla Hamilton (1925–2018)  författare till ett antal böcker med idéer från New Age och Västgötaskolan. De introducerade även det frisiska 1800-talsfalsariet Oera Linda till Sverige. John Hamilton är gravsatt i minneslunden på Husaby kyrkogård.